# Амфетамин (фильм)
«Амфетамин» (англ. Amphetamine, кит. 安非他命) — фильм гонконгского режиссёра Дэнни Ченга (сценическое имя «Скад»). В общих чертах картина повторяет сюжетную линию предыдущей работы режиссёра «Постоянное место жительства» (гей влюбляется в друга-натурала). Премьера фильма в Европе состоялась в феврале 2010 года на Берлинале, а	в апреле того же года на Международном кинофестивале в Гонконге.

## Сюжет
Дэниел — молодой успешный финансист, который приезжает в Гонконг для того, чтобы устранять последствия финансового кризиса. Кафка — замкнутый инструктор по плаванию, который выбивается из сил для того, чтобы обеспечить себя и свою больную мать. Случайная встреча этих двух молодых людей является началом романтической связи между ними. Но если Дэниел раньше имел отношения с мужчинами, то Кафка уверен в своей гетеросексуальности. Дэниел пытается помочь Кафке справиться с призраками прошлого, самый серьёзный из которых — проблемы с наркотиками.

## В ролях
| Актёр       | Роль   |
| ----------- | ------ |
| Байрон Пэнг | Кафка  |
| Том Прайс   | Дэниэл |

## Интересные факты
- Главный герой картины носит имя юноши из произведения Харуки Мураками «Кафка на пляже»[3]
- Режиссёр и сценарист фильма Скад снялся в эпизодической роли работника видеосалона.[3]